# Флорънс (филм)
„Флорънс“ (на английски: Florence Foster Jenkins) е биографичен филм от 2016 г. на режисьора Стивън Фриърс, по сценарий на Никълъс Мартин и Джулия Когън. Във филма участват Мерил Стрийп в ролята на Флорънс Фостър Дженкинс, Хю Грант, Саймън Хелбърг, Ребека Фъргюсън и Нина Арианда.
Снимките започват през май 2015 г., и премиерата се състои в Лондон на 12 април 2016 г. Филмът е пуснат на 6 май 2016 г. във Великобритания, на 13 юли във Франция и на 12 август в Съединените щати. Във 89-тата церемония по връчването на наградите „Оскар“, той е номиниран за най-добри костюми, а Стрийп получи 20-та номинация за най-добра женска роля. Получи четири номинации „Златен глобус“, включително и за най-добър филм.